# João Ricardo Pereira Santos
João Ricardo Pereira Batalha Santos Ferreira (Luanda, Angola, 7. siječnja 1970.), znan pod kraćim imenom João Ricardo, je angolski nogometni vratar i član angolskog nogometnog predstavništva i sudionik Svjetskog nogometnog prvenstva u Njemačkoj 2006.
João Ricardo je Angolac portugalskog podrijetla. 1974. godine se, zajedno s cijelom svojom obitelju, vratio u Portugal, kao i većina bijelih Angolaca, kada je imao samo 4 godine.
Nogometom se prvo bavio u svom prihvatilišnom gradu Leiriji i poslije u Marrazesu.
Tri godine uoči SP-a u Njemačkoj je ostao bez kluba i bio je slobodnim igračem, i u takvom svojstvu je dočekao svjetsko prvenstvo. Njegov ulazak u državno predstavništvo je bio rezultatom njegove stroge samo-stege u radu i samostalnom treningu.
Odigrao je ključnu ulogu u angolskom neodlučenom rezultatu (0:0) s Meksikom u prvom dijelu natjecanja, dok su igrali u skupini. Ricardo je s nekoliko izvrsnih obrana spasio vlastitu momčad.
U idućoj utakmici protiv Irana odigrao je vrlo dobro, i uskoro je dobio ponudu iranskog kluba Zob-Ahana iz Isfahana.
U dobi od 36 godina, Ricardo će ući u prvu postavu svoje momčadi u sezoni 2006/07.

## Vanjske poveznice
- Yahoo! Sports profile of João Ricardo  Arhivirana inačica izvorne stranice od 13. srpnja 2006. (Wayback Machine)
- ريكاردو با ذوبى ها به توافق نرسيد.  Iran Varzeshi. Podatak od 12. srpnja 2006.